# Tour de Taiwan 2020
Tour de Taiwan 2020 – 18. edycja wyścigu kolarskiego Tour de Taiwan, która odbyła się w dniach od 1 do 5 marca 2020 na liczącej ponad 684 kilometry trasie z Tajpej do Kaohsiung. Impreza kategorii 2.1 należała do cyklu UCI Asia Tour 2020.
Tour de Taiwan 2020 był najważniejszym wyścigiem w kolarstwie szosowym, jaki w 2020 odbył się w Republice Chińskiej. Organizatorzy zdecydowali się przeprowadzić zmagania mimo wybuchu pandemii COVID-19.

## Etapy
| Etap | Data  | Start – Meta                                | type     | Dystans (km) | Zwycięzca etapu | Lider          |
| ---- | ----- | ------------------------------------------- | -------- | ------------ | --------------- | -------------- |
| 1    | 1 mar | Tajpej – Tajpej                             | płaski   | 88,55        | Eric Young      | Eric Young     |
| 2    | 2 mar | Taoyuan – Jiaoban Shan                      | górzysty | 123          | Ryan Cavanagh   | Ryan Cavanagh  |
| 3    | 3 mar | Xinzhu – Taizhong                           | górzysty | 158,5        | Nicholas White  | Ryan Cavanagh  |
| 4    | 4 mar | Pingdong – Changhua Coastal Industrial Park | płaski   | 181,6        | Eric Young      | Ryan Cavanagh  |
| 5    | 5 mar | Kaohsiung – Kaohsiung                       | płaski   | 132,87       | Eric Young      | Nicholas White |

## Drużyny
| ProTeams (2)- Burgos-BH - Nippo Delko One Provence Continental teams (14)- Hrinkow Advarics Cycleang - Memil-CCN Pro Cycling - Team BridgeLane - Black Spoke Pro Cycling Academy - Elevate-Webiplex Pro Cycling - Team Ukyo - Utsunomiya Blitzen - Sapura - Terengganu Inc-TSG Cycling Team - PGN Road Cycling Team - ProTouch - SSOIS Miogee - St George Continental Cycling Team - Cambodia Cycling Academy Reprezentacja- Chińskie Tajpej |
| |

## Wyniki etapów

### Etap 1
| \| Klasyfikacja etapu \| Klasyfikacja etapu \| Klasyfikacja etapu \| Klasyfikacja etapu \| Klasyfikacja etapu \| \| Kolarz \| Kolarz \| Państwo \| Drużyna \| Czas \| \| ------------------ \| --------------------- \| ------------------ \| ---------------------------- \| ------------------ \| \| 1. \| Eric Young \| Stany Zjednoczone \| Elevate-Webiplex Pro Cycling \| 1h 37' 58" \| \| 2. \| Eduard-Michael Grosu \| Rumunia \| Nippo-Delko One Provence \| + 1" \| \| 3. \| Manuel Peñalver \| Hiszpania \| Burgos-BH \| + 1" \| \| 4. \| Jaume Sureda \| Hiszpania \| Burgos-BH \| + 1" \| \| 5. \| Rohan Du Plooy \| Południowa Afryka \| ProTouch \| + 1" \| \| 6. \| Sam Bassetti \| Stany Zjednoczone \| Elevate-Webiplex Pro Cycling \| + 1" \| \| 7. \| Nicholas White \| Australia \| Team BridgeLane \| + 1" \| \| 8. \| Jamalidin Novardianto \| Indonezja \| Mula Cycling Team \| + 1" \| \| 9. \| Yuan Tang Peng \| Chińskie Tajpej \| Ljubljana Gusto Santic \| + 1" \| \| 10. \| Samuel Volkers \| Australia \| Memil Pro Cycling \| + 1" \| |                       |                   |                              |            |
| |                       |                   |                              |            |
| Źródło: ProCyclingStats |                       |                   |                              |            |
| Klasyfikacja etapu |                       |                   |                              |            |
| Kolarz | Kolarz                | Państwo           | Drużyna                      | Czas       |
| 1. | Eric Young            | Stany Zjednoczone | Elevate-Webiplex Pro Cycling | 1h 37' 58" |
| 2. | Eduard-Michael Grosu  | Rumunia           | Nippo-Delko One Provence     | + 1"       |
| 3. | Manuel Peñalver       | Hiszpania         | Burgos-BH                    | + 1"       |
| 4. | Jaume Sureda          | Hiszpania         | Burgos-BH                    | + 1"       |
| 5. | Rohan Du Plooy        | Południowa Afryka | ProTouch                     | + 1"       |
| 6. | Sam Bassetti          | Stany Zjednoczone | Elevate-Webiplex Pro Cycling | + 1"       |
| 7. | Nicholas White        | Australia         | Team BridgeLane              | + 1"       |
| 8. | Jamalidin Novardianto | Indonezja         | Mula Cycling Team            | + 1"       |
| 9. | Yuan Tang Peng        | Chińskie Tajpej   | Ljubljana Gusto Santic       | + 1"       |
| 10. | Samuel Volkers        | Australia         | Memil Pro Cycling            | + 1"       |

| \| Klasyfikacja generalna \| Klasyfikacja generalna \| Klasyfikacja generalna \| Klasyfikacja generalna \| Klasyfikacja generalna \| \| Kolarz \| Kolarz \| Państwo \| Drużyna \| Czas \| \| ---------------------- \| ---------------------- \| ---------------------- \| ---------------------------- \| ---------------------- \| \| 1. \| Eric Young \| Stany Zjednoczone \| Elevate-Webiplex Pro Cycling \| 1h 37' 48" \| \| 2. \| Sam Bassetti \| Stany Zjednoczone \| Elevate-Webiplex Pro Cycling \| + 4" \| \| 3. \| Eduard-Michael Grosu \| Rumunia \| Nippo-Delko One Provence \| + 5" \| \| 4. \| Benjamin Hill \| Australia \| Team BridgeLane \| + 6" \| \| 5. \| Manuel Peñalver \| Hiszpania \| Burgos-BH \| + 7" \| \| 6. \| George Simpson \| Stany Zjednoczone \| Elevate-Webiplex Pro Cycling \| + 8" \| \| 7. \| Robbie Hucker \| Australia \| Team Ukyo \| + 9" \| \| 8. \| Ryu Suzuki \| Japonia \| Utsunomiya Blitzen \| + 10" \| \| 9. \| Jaume Sureda \| Hiszpania \| Burgos-BH \| + 11" \| \| 10. \| Rohan Du Plooy \| Południowa Afryka \| ProTouch \| + 11" \| |                      |                   |                              |            |
| |                      |                   |                              |            |
| Źródło: ProCyclingStats |                      |                   |                              |            |
| Klasyfikacja generalna |                      |                   |                              |            |
| Kolarz | Kolarz               | Państwo           | Drużyna                      | Czas       |
| 1. | Eric Young           | Stany Zjednoczone | Elevate-Webiplex Pro Cycling | 1h 37' 48" |
| 2. | Sam Bassetti         | Stany Zjednoczone | Elevate-Webiplex Pro Cycling | + 4"       |
| 3. | Eduard-Michael Grosu | Rumunia           | Nippo-Delko One Provence     | + 5"       |
| 4. | Benjamin Hill        | Australia         | Team BridgeLane              | + 6"       |
| 5. | Manuel Peñalver      | Hiszpania         | Burgos-BH                    | + 7"       |
| 6. | George Simpson       | Stany Zjednoczone | Elevate-Webiplex Pro Cycling | + 8"       |
| 7. | Robbie Hucker        | Australia         | Team Ukyo                    | + 9"       |
| 8. | Ryu Suzuki           | Japonia           | Utsunomiya Blitzen           | + 10"      |
| 9. | Jaume Sureda         | Hiszpania         | Burgos-BH                    | + 11"      |
| 10. | Rohan Du Plooy       | Południowa Afryka | ProTouch                     | + 11"      |

### Etap 2
| \| Klasyfikacja etapu \| Klasyfikacja etapu \| Klasyfikacja etapu \| Klasyfikacja etapu \| Klasyfikacja etapu \| \| Kolarz \| Kolarz \| Państwo \| Drużyna \| Czas \| \| ------------------ \| ------------------ \| ------------------ \| ---------------------------------- \| ------------------ \| \| 1. \| Ryan Cavanagh \| Australia \| St George Continental Cycling Team \| 2h 50' 26" \| \| 2. \| Feng Chun-kai \| Chińskie Tajpej \| Chińskie Tajpej \| + 7" \| \| 3. \| Hideto Nakane \| Japonia \| Nippo-Delko One Provence \| + 7" \| \| 4. \| George Simpson \| Stany Zjednoczone \| Elevate-Webiplex Pro Cycling \| + 12" \| \| 5. \| Nariyuki Masuda \| Japonia \| Utsunomiya Blitzen \| + 12" \| \| 6. \| Roman Majkin \| Rosja \| Cambodia Cycling Academy \| + 12" \| \| 7. \| Youcef Reguigui \| Algieria \| Terengganu Inc-TSG Cycling Team \| + 12" \| \| 8. \| Samuel Volkers \| Australia \| Memil Pro Cycling \| + 12" \| \| 9. \| Jaume Sureda \| Hiszpania \| Burgos-BH \| + 12" \| \| 10. \| Nicholas White \| Australia \| Team BridgeLane \| + 12" \| |                 |                   |                                    |            |
| |                 |                   |                                    |            |
| Źródło: ProCyclingStats |                 |                   |                                    |            |
| Klasyfikacja etapu |                 |                   |                                    |            |
| Kolarz | Kolarz          | Państwo           | Drużyna                            | Czas       |
| 1. | Ryan Cavanagh   | Australia         | St George Continental Cycling Team | 2h 50' 26" |
| 2. | Feng Chun-kai   | Chińskie Tajpej   | Chińskie Tajpej                    | + 7"       |
| 3. | Hideto Nakane   | Japonia           | Nippo-Delko One Provence           | + 7"       |
| 4. | George Simpson  | Stany Zjednoczone | Elevate-Webiplex Pro Cycling       | + 12"      |
| 5. | Nariyuki Masuda | Japonia           | Utsunomiya Blitzen                 | + 12"      |
| 6. | Roman Majkin    | Rosja             | Cambodia Cycling Academy           | + 12"      |
| 7. | Youcef Reguigui | Algieria          | Terengganu Inc-TSG Cycling Team    | + 12"      |
| 8. | Samuel Volkers  | Australia         | Memil Pro Cycling                  | + 12"      |
| 9. | Jaume Sureda    | Hiszpania         | Burgos-BH                          | + 12"      |
| 10. | Nicholas White  | Australia         | Team BridgeLane                    | + 12"      |

| \| Klasyfikacja generalna \| Klasyfikacja generalna \| Klasyfikacja generalna \| Klasyfikacja generalna \| Klasyfikacja generalna \| \| Kolarz \| Kolarz \| Państwo \| Drużyna \| Czas \| \| ---------------------- \| ---------------------- \| ---------------------- \| ---------------------------------- \| ---------------------- \| \| 1. \| Ryan Cavanagh \| Australia \| St George Continental Cycling Team \| 4h 28' 15" \| \| 2. \| Feng Chun-kai \| Chińskie Tajpej \| Chińskie Tajpej \| + 11" \| \| 3. \| Hideto Nakane \| Japonia \| Nippo-Delko One Provence \| + 13" \| \| 4. \| Benjamin Hill \| Australia \| Team BridgeLane \| + 17" \| \| 5. \| George Simpson \| Stany Zjednoczone \| Elevate-Webiplex Pro Cycling \| + 19" \| \| 6. \| Robbie Hucker \| Australia \| Team Ukyo \| + 20" \| \| 7. \| Ryu Suzuki \| Japonia \| Utsunomiya Blitzen \| + 21" \| \| 8. \| Jaume Sureda \| Hiszpania \| Burgos-BH \| + 22" \| \| 9. \| Nicholas White \| Australia \| Team BridgeLane \| + 22" \| \| 10. \| Samuel Volkers \| Australia \| Memil Pro Cycling \| + 22" \| |                |                   |                                    |            |
| |                |                   |                                    |            |
| Źródło: ProCyclingStats |                |                   |                                    |            |
| Klasyfikacja generalna |                |                   |                                    |            |
| Kolarz | Kolarz         | Państwo           | Drużyna                            | Czas       |
| 1. | Ryan Cavanagh  | Australia         | St George Continental Cycling Team | 4h 28' 15" |
| 2. | Feng Chun-kai  | Chińskie Tajpej   | Chińskie Tajpej                    | + 11"      |
| 3. | Hideto Nakane  | Japonia           | Nippo-Delko One Provence           | + 13"      |
| 4. | Benjamin Hill  | Australia         | Team BridgeLane                    | + 17"      |
| 5. | George Simpson | Stany Zjednoczone | Elevate-Webiplex Pro Cycling       | + 19"      |
| 6. | Robbie Hucker  | Australia         | Team Ukyo                          | + 20"      |
| 7. | Ryu Suzuki     | Japonia           | Utsunomiya Blitzen                 | + 21"      |
| 8. | Jaume Sureda   | Hiszpania         | Burgos-BH                          | + 22"      |
| 9. | Nicholas White | Australia         | Team BridgeLane                    | + 22"      |
| 10. | Samuel Volkers | Australia         | Memil Pro Cycling                  | + 22"      |

### Etap 3
| \| Klasyfikacja etapu \| Klasyfikacja etapu \| Klasyfikacja etapu \| Klasyfikacja etapu \| Klasyfikacja etapu \| \| Kolarz \| Kolarz \| Państwo \| Drużyna \| Czas \| \| ------------------ \| ------------------ \| ------------------ \| ------------------------------- \| ------------------ \| \| 1. \| Nicholas White \| Australia \| Team BridgeLane \| 3h 40' 59" \| \| 2. \| Eric Young \| Stany Zjednoczone \| Elevate-Webiplex Pro Cycling \| + 0" \| \| 3. \| Jaume Sureda \| Hiszpania \| Burgos-BH \| + 0" \| \| 4. \| Emil Andersson \| Szwecja \| Memil Pro Cycling \| + 0" \| \| 5. \| Jeorjos Buglas \| Grecja \| SSOIS Miogee Cycling Team \| + 0" \| \| 6. \| Youcef Reguigui \| Algieria \| Terengganu Inc-TSG Cycling Team \| + 0" \| \| 7. \| Christopher Hatz \| Niemcy \| Hrinkow Advarics Cycleang \| + 0" \| \| 8. \| Manuel Peñalver \| Hiszpania \| Burgos-BH \| + 0" \| \| 9. \| Timon Loderer \| Niemcy \| Hrinkow Advarics Cycleang \| + 0" \| \| 10. \| Feng Chun-kai \| Chińskie Tajpej \| Bahrain McLaren \| + 0" \| |                  |                   |                                 |            |
| |                  |                   |                                 |            |
| Źródło: ProCyclingStats |                  |                   |                                 |            |
| Klasyfikacja etapu |                  |                   |                                 |            |
| Kolarz | Kolarz           | Państwo           | Drużyna                         | Czas       |
| 1. | Nicholas White   | Australia         | Team BridgeLane                 | 3h 40' 59" |
| 2. | Eric Young       | Stany Zjednoczone | Elevate-Webiplex Pro Cycling    | + 0"       |
| 3. | Jaume Sureda     | Hiszpania         | Burgos-BH                       | + 0"       |
| 4. | Emil Andersson   | Szwecja           | Memil Pro Cycling               | + 0"       |
| 5. | Jeorjos Buglas   | Grecja            | SSOIS Miogee Cycling Team       | + 0"       |
| 6. | Youcef Reguigui  | Algieria          | Terengganu Inc-TSG Cycling Team | + 0"       |
| 7. | Christopher Hatz | Niemcy            | Hrinkow Advarics Cycleang       | + 0"       |
| 8. | Manuel Peñalver  | Hiszpania         | Burgos-BH                       | + 0"       |
| 9. | Timon Loderer    | Niemcy            | Hrinkow Advarics Cycleang       | + 0"       |
| 10. | Feng Chun-kai    | Chińskie Tajpej   | Bahrain McLaren                 | + 0"       |

| \| Klasyfikacja generalna \| Klasyfikacja generalna \| Klasyfikacja generalna \| Klasyfikacja generalna \| Klasyfikacja generalna \| \| Kolarz \| Kolarz \| Państwo \| Drużyna \| Czas \| \| ---------------------- \| ---------------------- \| ---------------------- \| ---------------------------------- \| ---------------------- \| \| 1. \| Ryan Cavanagh \| Australia \| St George Continental Cycling Team \| 8h 09' 14" \| \| 2. \| Feng Chun-kai \| Chińskie Tajpej \| Chińskie Tajpej \| + 11" \| \| 3. \| Nicholas White \| Australia \| Team BridgeLane \| + 12" \| \| 4. \| Hideto Nakane \| Japonia \| Nippo-Delko One Provence \| + 13" \| \| 5. \| Jaume Sureda \| Hiszpania \| Burgos-BH \| + 15" \| \| 6. \| Benjamin Hill \| Australia \| Team BridgeLane \| + 17" \| \| 7. \| Marcus Culey \| Australia \| Team Sapura Cycling \| + 19" \| \| 8. \| George Simpson \| Stany Zjednoczone \| Elevate-Webiplex Pro Cycling \| + 19" \| \| 9. \| Youcef Reguigui \| Algieria \| Terengganu Inc-TSG Cycling Team \| + 20" \| \| 10. \| Robbie Hucker \| Australia \| Team Ukyo \| + 20" \| |                 |                   |                                    |            |
| |                 |                   |                                    |            |
| Źródło: ProCyclingStats |                 |                   |                                    |            |
| Klasyfikacja generalna |                 |                   |                                    |            |
| Kolarz | Kolarz          | Państwo           | Drużyna                            | Czas       |
| 1. | Ryan Cavanagh   | Australia         | St George Continental Cycling Team | 8h 09' 14" |
| 2. | Feng Chun-kai   | Chińskie Tajpej   | Chińskie Tajpej                    | + 11"      |
| 3. | Nicholas White  | Australia         | Team BridgeLane                    | + 12"      |
| 4. | Hideto Nakane   | Japonia           | Nippo-Delko One Provence           | + 13"      |
| 5. | Jaume Sureda    | Hiszpania         | Burgos-BH                          | + 15"      |
| 6. | Benjamin Hill   | Australia         | Team BridgeLane                    | + 17"      |
| 7. | Marcus Culey    | Australia         | Team Sapura Cycling                | + 19"      |
| 8. | George Simpson  | Stany Zjednoczone | Elevate-Webiplex Pro Cycling       | + 19"      |
| 9. | Youcef Reguigui | Algieria          | Terengganu Inc-TSG Cycling Team    | + 20"      |
| 10. | Robbie Hucker   | Australia         | Team Ukyo                          | + 20"      |

### Etap 4
| \| Klasyfikacja etapu \| Klasyfikacja etapu \| Klasyfikacja etapu \| Klasyfikacja etapu \| Klasyfikacja etapu \| \| Kolarz \| Kolarz \| Państwo \| Drużyna \| Czas \| \| ------------------ \| --------------------- \| ------------------ \| ------------------------------- \| ------------------ \| \| 1. \| Eric Young \| Stany Zjednoczone \| Elevate-Webiplex Pro Cycling \| 3h 44' 59" \| \| 2. \| Youcef Reguigui \| Algieria \| Terengganu Inc-TSG Cycling Team \| + 0" \| \| 3. \| Nicholas White \| Australia \| Team BridgeLane \| + 0" \| \| 4. \| Eduard-Michael Grosu \| Rumunia \| Nippo-Delko One Provence \| + 0" \| \| 5. \| Chen Chien-liang \| Chińskie Tajpej \| Memil Pro Cycling \| + 0" \| \| 6. \| Jamalidin Novardianto \| Indonezja \| Mula Cycling Team \| + 0" \| \| 7. \| Jaume Sureda \| Hiszpania \| Burgos-BH \| + 0" \| \| 8. \| Manuel Peñalver \| Hiszpania \| Burgos-BH \| + 0" \| \| 9. \| Ryu Suzuki \| Japonia \| Utsunomiya Blitzen \| + 0" \| \| 10. \| Mohd Zamri Saleh \| Malezja \| Terengganu Inc-TSG Cycling Team \| + 0" \| |                       |                   |                                 |            |
| |                       |                   |                                 |            |
| Źródło: ProCyclingStats |                       |                   |                                 |            |
| Klasyfikacja etapu |                       |                   |                                 |            |
| Kolarz | Kolarz                | Państwo           | Drużyna                         | Czas       |
| 1. | Eric Young            | Stany Zjednoczone | Elevate-Webiplex Pro Cycling    | 3h 44' 59" |
| 2. | Youcef Reguigui       | Algieria          | Terengganu Inc-TSG Cycling Team | + 0"       |
| 3. | Nicholas White        | Australia         | Team BridgeLane                 | + 0"       |
| 4. | Eduard-Michael Grosu  | Rumunia           | Nippo-Delko One Provence        | + 0"       |
| 5. | Chen Chien-liang      | Chińskie Tajpej   | Memil Pro Cycling               | + 0"       |
| 6. | Jamalidin Novardianto | Indonezja         | Mula Cycling Team               | + 0"       |
| 7. | Jaume Sureda          | Hiszpania         | Burgos-BH                       | + 0"       |
| 8. | Manuel Peñalver       | Hiszpania         | Burgos-BH                       | + 0"       |
| 9. | Ryu Suzuki            | Japonia           | Utsunomiya Blitzen              | + 0"       |
| 10. | Mohd Zamri Saleh      | Malezja           | Terengganu Inc-TSG Cycling Team | + 0"       |

| \| Klasyfikacja generalna \| Klasyfikacja generalna \| Klasyfikacja generalna \| Klasyfikacja generalna \| Klasyfikacja generalna \| \| Kolarz \| Kolarz \| Państwo \| Drużyna \| Czas \| \| ---------------------- \| ---------------------- \| ---------------------- \| ---------------------------------- \| ---------------------- \| \| 1. \| Ryan Cavanagh \| Australia \| St George Continental Cycling Team \| 11h 54' 13" \| \| 2. \| Nicholas White \| Australia \| Team BridgeLane \| + 2" \| \| 3. \| Feng Chun-kai \| Chińskie Tajpej \| Bahrain McLaren \| + 11" \| \| 4. \| Jaume Sureda \| Hiszpania \| Burgos-BH \| + 13" \| \| 5. \| Youcef Reguigui \| Algieria \| Terengganu Inc-TSG Cycling Team \| + 13" \| \| 6. \| Hideto Nakane \| Japonia \| Nippo-Delko One Provence \| + 13" \| \| 7. \| Benjamin Hill \| Australia \| Team BridgeLane \| + 17" \| \| 8. \| Delio Fernández \| Hiszpania \| Nippo-Delko One Provence \| + 18" \| \| 9. \| George Simpson \| Stany Zjednoczone \| Elevate-Webiplex Pro Cycling \| + 18" \| \| 10. \| Marcus Culey \| Australia \| Team Sapura Cycling \| + 19" \| |                 |                   |                                    |             |
| |                 |                   |                                    |             |
| Źródło: ProCyclingStats |                 |                   |                                    |             |
| Klasyfikacja generalna |                 |                   |                                    |             |
| Kolarz | Kolarz          | Państwo           | Drużyna                            | Czas        |
| 1. | Ryan Cavanagh   | Australia         | St George Continental Cycling Team | 11h 54' 13" |
| 2. | Nicholas White  | Australia         | Team BridgeLane                    | + 2"        |
| 3. | Feng Chun-kai   | Chińskie Tajpej   | Bahrain McLaren                    | + 11"       |
| 4. | Jaume Sureda    | Hiszpania         | Burgos-BH                          | + 13"       |
| 5. | Youcef Reguigui | Algieria          | Terengganu Inc-TSG Cycling Team    | + 13"       |
| 6. | Hideto Nakane   | Japonia           | Nippo-Delko One Provence           | + 13"       |
| 7. | Benjamin Hill   | Australia         | Team BridgeLane                    | + 17"       |
| 8. | Delio Fernández | Hiszpania         | Nippo-Delko One Provence           | + 18"       |
| 9. | George Simpson  | Stany Zjednoczone | Elevate-Webiplex Pro Cycling       | + 18"       |
| 10. | Marcus Culey    | Australia         | Team Sapura Cycling                | + 19"       |

### Etap 5
| \| Klasyfikacja etapu \| Klasyfikacja etapu \| Klasyfikacja etapu \| Klasyfikacja etapu \| Klasyfikacja etapu \| \| Kolarz \| Kolarz \| Państwo \| Drużyna \| Czas \| \| ------------------ \| ------------------ \| ------------------ \| ------------------------------- \| ------------------ \| \| 1. \| Eric Young \| Stany Zjednoczone \| Elevate-Webiplex Pro Cycling \| 2h 45' 33" \| \| 2. \| Nicholas White \| Australia \| Team BridgeLane \| + 0" \| \| 3. \| Yuan Tang Peng \| Chińskie Tajpej \| Ljubljana Gusto Santic \| + 0" \| \| 4. \| Youcef Reguigui \| Algieria \| Terengganu Inc-TSG Cycling Team \| + 0" \| \| 5. \| Samuel Volkers \| Australia \| Memil Pro Cycling \| + 0" \| \| 6. \| Benjamin Hill \| Australia \| Team BridgeLane \| + 0" \| \| 7. \| Rohan Du Plooy \| Południowa Afryka \| ProTouch \| + 0" \| \| 8. \| Manuel Peñalver \| Hiszpania \| Burgos-BH \| + 0" \| \| 9. \| Jaume Sureda \| Hiszpania \| Burgos-BH \| + 0" \| \| 10. \| Benjamín Prades \| Hiszpania \| Team Ukyo \| + 0" \| |                 |                   |                                 |            |
| |                 |                   |                                 |            |
| Źródło: ProCyclingStats |                 |                   |                                 |            |
| Klasyfikacja etapu |                 |                   |                                 |            |
| Kolarz | Kolarz          | Państwo           | Drużyna                         | Czas       |
| 1. | Eric Young      | Stany Zjednoczone | Elevate-Webiplex Pro Cycling    | 2h 45' 33" |
| 2. | Nicholas White  | Australia         | Team BridgeLane                 | + 0"       |
| 3. | Yuan Tang Peng  | Chińskie Tajpej   | Ljubljana Gusto Santic          | + 0"       |
| 4. | Youcef Reguigui | Algieria          | Terengganu Inc-TSG Cycling Team | + 0"       |
| 5. | Samuel Volkers  | Australia         | Memil Pro Cycling               | + 0"       |
| 6. | Benjamin Hill   | Australia         | Team BridgeLane                 | + 0"       |
| 7. | Rohan Du Plooy  | Południowa Afryka | ProTouch                        | + 0"       |
| 8. | Manuel Peñalver | Hiszpania         | Burgos-BH                       | + 0"       |
| 9. | Jaume Sureda    | Hiszpania         | Burgos-BH                       | + 0"       |
| 10. | Benjamín Prades | Hiszpania         | Team Ukyo                       | + 0"       |

## Klasyfikacje

### Klasyfikacja generalna
| \| Klasyfikacja generalna \| Klasyfikacja generalna \| Klasyfikacja generalna \| Klasyfikacja generalna \| Klasyfikacja generalna \| \| Kolarz \| Kolarz \| Państwo \| Drużyna \| Czas \| \| ---------------------- \| ---------------------- \| ---------------------- \| ---------------------------------- \| ---------------------- \| \| 1. \| Nicholas White \| Australia \| Team BridgeLane \| 14h 39' 42" \| \| 2. \| Ryan Cavanagh \| Australia \| St George Continental Cycling Team \| + 4" \| \| 3. \| Marcus Culey \| Australia \| Team Sapura Cycling \| + 14" \| \| 4. \| Feng Chun-kai \| Chińskie Tajpej \| Bahrain McLaren \| + 15" \| \| 5. \| Jaume Sureda \| Hiszpania \| Burgos-BH \| + 17" \| \| 6. \| Youcef Reguigui \| Algieria \| Terengganu Inc-TSG Cycling Team \| + 17" \| \| 7. \| Hideto Nakane \| Japonia \| Nippo-Delko One Provence \| + 17" \| \| 8. \| Benjamin Hill \| Australia \| Team BridgeLane \| + 21" \| \| 9. \| Delio Fernández \| Hiszpania \| Nippo-Delko One Provence \| + 22" \| \| 10. \| George Simpson \| Stany Zjednoczone \| Elevate-Webiplex Pro Cycling \| + 22" \| |                 |                   |                                    |             |
| |                 |                   |                                    |             |
| Źródło: ProCyclingStats |                 |                   |                                    |             |
| Klasyfikacja generalna |                 |                   |                                    |             |
| Kolarz | Kolarz          | Państwo           | Drużyna                            | Czas        |
| 1. | Nicholas White  | Australia         | Team BridgeLane                    | 14h 39' 42" |
| 2. | Ryan Cavanagh   | Australia         | St George Continental Cycling Team | + 4"        |
| 3. | Marcus Culey    | Australia         | Team Sapura Cycling                | + 14"       |
| 4. | Feng Chun-kai   | Chińskie Tajpej   | Bahrain McLaren                    | + 15"       |
| 5. | Jaume Sureda    | Hiszpania         | Burgos-BH                          | + 17"       |
| 6. | Youcef Reguigui | Algieria          | Terengganu Inc-TSG Cycling Team    | + 17"       |
| 7. | Hideto Nakane   | Japonia           | Nippo-Delko One Provence           | + 17"       |
| 8. | Benjamin Hill   | Australia         | Team BridgeLane                    | + 21"       |
| 9. | Delio Fernández | Hiszpania         | Nippo-Delko One Provence           | + 22"       |
| 10. | George Simpson  | Stany Zjednoczone | Elevate-Webiplex Pro Cycling       | + 22"       |

| Klasyfikacja punktowa | Klasyfikacja punktowa | Klasyfikacja punktowa | Klasyfikacja punktowa           | Klasyfikacja punktowa |
| Kolarz                | Kolarz                | Państwo               | Drużyna                         | Punkty                |
| --------------------- | --------------------- | --------------------- | ------------------------------- | --------------------- |
| 1.                    | Eric Young            | Stany Zjednoczone     | Elevate-Webiplex Pro Cycling    | 66 pkt                |
| 2.                    | Nicholas White        | Australia             | Team BridgeLane                 | 61 pkt                |
| 3.                    | Jaume Sureda          | Hiszpania             | Burgos-BH                       | 50 pkt                |
| 4.                    | Youcef Reguigui       | Algieria              | Terengganu Inc-TSG Cycling Team | 41 pkt                |
| 5.                    | Manuel Peñalver       | Hiszpania             | Burgos-BH                       | 37 pkt                |
| 6.                    | Samuel Volkers        | Australia             | Memil Pro Cycling               | 24 pkt                |
| 7.                    | Rohan Du Plooy        | Południowa Afryka     | ProTouch                        | 24 pkt                |
| 8.                    | Eduard-Michael Grosu  | Rumunia               | Nippo-Delko One Provence        | 22 pkt                |
| 9.                    | Benjamin Hill         | Australia             | Team BridgeLane                 | 21 pkt                |
| 10.                   | Sam Bassetti          | Stany Zjednoczone     | Elevate-Webiplex Pro Cycling    | 21 pkt                |

| Klasyfikacja punktowa | Klasyfikacja punktowa | Klasyfikacja punktowa | Klasyfikacja punktowa           | Klasyfikacja punktowa |
| Kolarz                | Kolarz                | Państwo               | Drużyna                         | Punkty                |
| --------------------- | --------------------- | --------------------- | ------------------------------- | --------------------- |
| 1.                    | Eric Young            | Stany Zjednoczone     | Elevate-Webiplex Pro Cycling    | 66 pkt                |
| 2.                    | Nicholas White        | Australia             | Team BridgeLane                 | 61 pkt                |
| 3.                    | Jaume Sureda          | Hiszpania             | Burgos-BH                       | 50 pkt                |
| 4.                    | Youcef Reguigui       | Algieria              | Terengganu Inc-TSG Cycling Team | 41 pkt                |
| 5.                    | Manuel Peñalver       | Hiszpania             | Burgos-BH                       | 37 pkt                |
| 6.                    | Samuel Volkers        | Australia             | Memil Pro Cycling               | 24 pkt                |
| 7.                    | Rohan Du Plooy        | Południowa Afryka     | ProTouch                        | 24 pkt                |
| 8.                    | Eduard-Michael Grosu  | Rumunia               | Nippo-Delko One Provence        | 22 pkt                |
| 9.                    | Benjamin Hill         | Australia             | Team BridgeLane                 | 21 pkt                |
| 10.                   | Sam Bassetti          | Stany Zjednoczone     | Elevate-Webiplex Pro Cycling    | 21 pkt                |

| Klasyfikacja górska | Klasyfikacja górska | Klasyfikacja górska | Klasyfikacja górska                | Klasyfikacja górska |
| Kolarz              | Kolarz              | Państwo             | Drużyna                            | Punkty              |
| ------------------- | ------------------- | ------------------- | ---------------------------------- | ------------------- |
| 1.                  | Marcus Culey        | Australia           | Team Sapura Cycling                | 22 pkt              |
| 2.                  | Roman Majkin        | Rosja               | Cambodia Cycling Academy           | 22 pkt              |
| 3.                  | James Oram          | Nowa Zelandia       | Black Spoke Pro Cycling Academy    | 18 pkt              |
| 4.                  | Ryan Cavanagh       | Australia           | St George Continental Cycling Team | 15 pkt              |
| 5.                  | Ołeksandr Poływoda  | Ukraina             | SSOIS Miogee Cycling Team          | 15 pkt              |
| 6.                  | Florian Dumourier   | Francja             | Cambodia Cycling Academy           | 15 pkt              |
| 7.                  | Nur Aiman Zariff    | Malezja             | Team Sapura Cycling                | 15 pkt              |
| 8.                  | George Simpson      | Stany Zjednoczone   | Elevate-Webiplex Pro Cycling       | 14 pkt              |
| 9.                  | Samuel Volkers      | Australia           | Memil Pro Cycling                  | 13 pkt              |
| 10.                 | Feng Chun-kai       | Chińskie Tajpej     | Bahrain McLaren                    | 12 pkt              |

| Klasyfikacja górska | Klasyfikacja górska | Klasyfikacja górska | Klasyfikacja górska                | Klasyfikacja górska |
| Kolarz              | Kolarz              | Państwo             | Drużyna                            | Punkty              |
| ------------------- | ------------------- | ------------------- | ---------------------------------- | ------------------- |
| 1.                  | Marcus Culey        | Australia           | Team Sapura Cycling                | 22 pkt              |
| 2.                  | Roman Majkin        | Rosja               | Cambodia Cycling Academy           | 22 pkt              |
| 3.                  | James Oram          | Nowa Zelandia       | Black Spoke Pro Cycling Academy    | 18 pkt              |
| 4.                  | Ryan Cavanagh       | Australia           | St George Continental Cycling Team | 15 pkt              |
| 5.                  | Ołeksandr Poływoda  | Ukraina             | SSOIS Miogee Cycling Team          | 15 pkt              |
| 6.                  | Florian Dumourier   | Francja             | Cambodia Cycling Academy           | 15 pkt              |
| 7.                  | Nur Aiman Zariff    | Malezja             | Team Sapura Cycling                | 15 pkt              |
| 8.                  | George Simpson      | Stany Zjednoczone   | Elevate-Webiplex Pro Cycling       | 14 pkt              |
| 9.                  | Samuel Volkers      | Australia           | Memil Pro Cycling                  | 13 pkt              |
| 10.                 | Feng Chun-kai       | Chińskie Tajpej     | Bahrain McLaren                    | 12 pkt              |

### Klasyfikacja drużynowa
| Klasyfikacja drużynowa | Klasyfikacja drużynowa          | Klasyfikacja drużynowa | Klasyfikacja drużynowa |
| Drużyna                | Drużyna                         | Państwo                | Czas                   |
| ---------------------- | ------------------------------- | ---------------------- | ---------------------- |
| 1.                     | Memil-CCN Pro Cycling           | Szwecja                | 44h 00' 24"            |
| 2.                     | Burgos-BH                       | Hiszpania              | + 0"                   |
| 3.                     | Hrinkow Advarics Cycleang       | Austria                | + 0"                   |
| 4.                     | Team Ukyo                       | Japonia                | + 0"                   |
| 5.                     | Team BridgeLane                 | Australia              | + 0"                   |
| 6.                     | Terengganu Inc-TSG Cycling Team | Malezja                | + 0"                   |
| 7.                     | Black Spoke Pro Cycling Academy | Nowa Zelandia          | + 0"                   |
| 8.                     | Utsunomiya Blitzen              | Japonia                | + 0"                   |
| 9.                     | Elevate-Webiplex Pro Cycling    | Stany Zjednoczone      | + 1' 11"               |
| 10.                    | Nippo Delko One Provence        | Francja                | + 2' 20"               |